# Order Kalatrawy

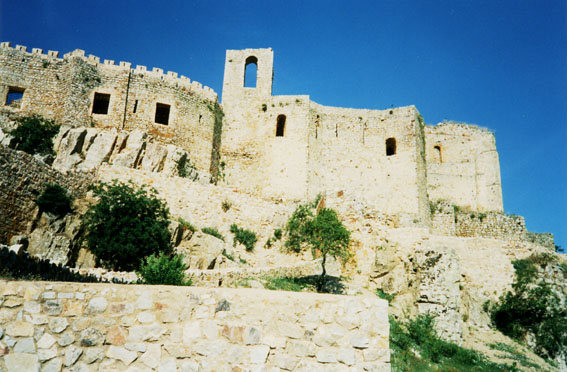
Zamek Calatrava la Nueva (widok współczesny)

Order Rycerski Kalatrawy, Order Wojskowy Kalatrawy (hisz. Orden de Caballería de Calatrava, Orden Militar de Calatrava), pierwotnie Zakon Rycerski Kalatrawy lub Kalatrawensi – utworzony  jako zakon rycerski w 1158 roku, założony w Kastylii przez opata Rajmunda z cysterskiego opactwa Fitero, od 1487 podporządkowany władcom hiszpańskim, a od XIX wieku istniejący jako odznaczenie honorowe nadawane przez królów hiszpańskich. Jeden z czterech hiszpańskich orderów rycerskich (Kalatrawy, Montezy, Alkantary i Św. Jakuba).

## Historia
W 1147 Alfons VII, król Kastylii, zdobył zamek Kalatrawa (his. Calatrava), strzegący drogi pomiędzy Toledo a Kordobą. Początkowo osadził w nim templariuszy. Ci jednak bojąc się, że nie podołają zadaniu, zrzekli się odpowiedzialności. Król zmuszony był szukać wśród swych poddanych kogoś, kto przejąłby odpowiedzialność za Calatravę. Wkrótce zgłosił się Rajmund, opat cysterskiego klasztoru w Fitero w Nawarze. Nowy król Kastylii Sancho III scedował zamek na rzecz Rajmunda i jego następców w 1158 roku. Cystersi z Calatravy połączyli służbę wojskową z regułą cysterską.
W roku 1164 papież Aleksander III uznał zakon i nadał mu regułę cysterską z dodanym obowiązkiem walki z niewiernymi. Reguła została ostatecznie potwierdzona przez papieża Innocentego III i kapitułę generalną cystersów w 1199 roku. Zakon podlegał opactwu w Morimond.
Cechą różniącą go od innych zakonów rycerskich było to, że nie wymagał od swoich członków potwierdzenia pochodzenia rycerskiego, wymagał natomiast ślubów zakonnych.
Mimo heroicznych wysiłków Calatrava została utracona przez zakon na rzecz muzułmanów w roku 1195. Dla zakonu zaczęły się trudne czasy, podupadł i zdołał się odrodzić dopiero po dłuższym okresie. Rekonkwista przyniosła w roku 1212 odzyskanie zamku Calatrava, który został zwrócony zakonowi. Udział w wojnach doprowadził do znacznego pomnożenia wpływów i zasobów zakonu, przekształcając go w potężną i niezależną od królów Kastylii instytucję. Spowodowało to starania monarchów kastylijskich, Izabeli i Ferdynanda, o podporządkowanie sobie zakonu. Działania te zostały uwieńczone sukcesem w 1487 roku, kiedy to na mocy bulli papieża Innocentego VIII zakon został podporządkowany koronie hiszpańskiej, choć nie przeobraził się w zakon dynastyczny.
Z czasem zakon przekształcił się w stowarzyszenie grupujące ludzi, których król chciał uhonorować za zasługi dla monarchii. W 1540 roku nastąpiła sekularyzacja zakonu, gdyż papież Paweł II zniósł celibat zakonu i pozwolił żenić się jego członkom.

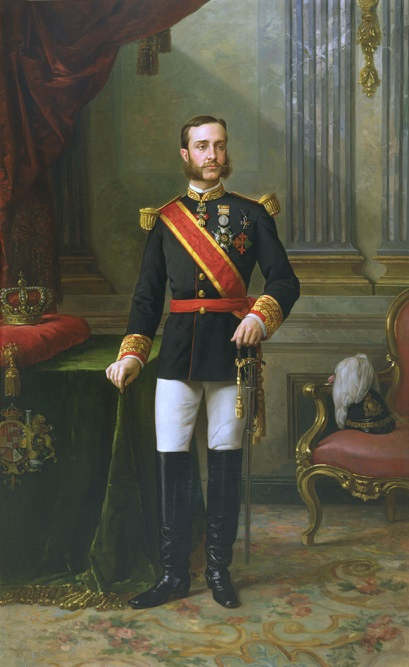
Król Alfons XII Burbon z gwiazdą Orderu Świętego Ferdynanda oraz gwiazdą utworzoną z połączonych czterech orderów rycerskich

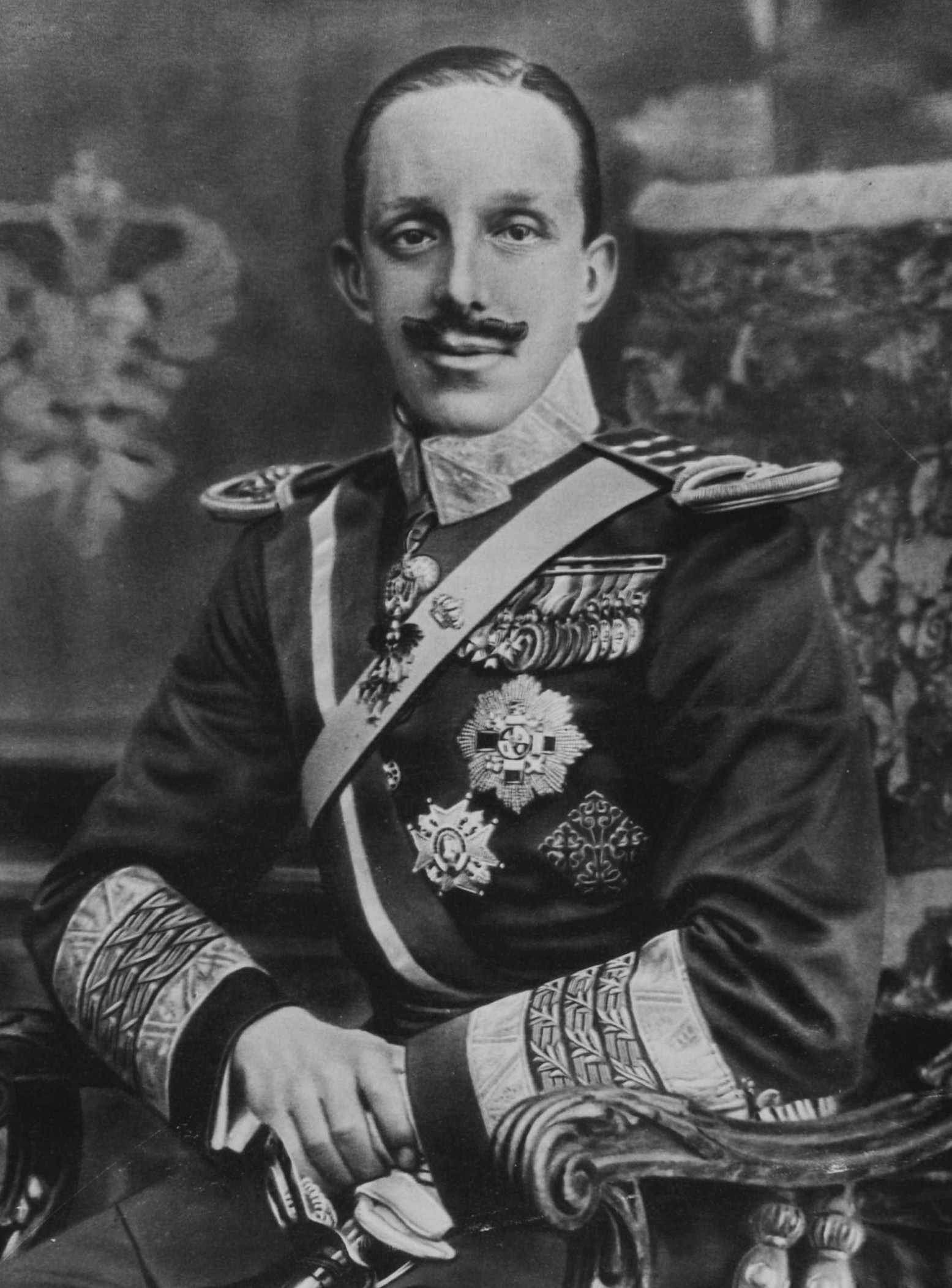
Alfons XIII Burbon z gwiazdami orderów: Zasługi Wojskowej, Karola III oraz czterech hiszpańskich orderów rycerskich

Po wiekach zmiennych losów w roku 1838 zakon Kalatrawy faktycznie przestał istnieć i utracił posiadłości. Pozostało jednak odznaczenie honorowe noszące nazwę zakonu. Nadawane było w jednej klasie – komandor, a sam order był oznaką przynależności do zgromadzenia rycerskiego. 29 kwietnia 1931 roku order został zniesiony jako odznaczenie państwowe, pozostając orderem wygnanego króla. W latach 1931–1935 liczba odznaczonych wzrosła z 89 do 139, ale podczas hiszpańskiej wojny domowej 1936–1939 zginęło łącznie około 100 spośród odznaczonych czterema hiszpańskim orderami rycerskimi. Konkordat z 1953 roku uniemożliwił dalsze nadania i do 1981 roku pozostało zaledwie siedmiu odznaczonych, jednak powrót monarchii hiszpańskiej spowodował odrodzenie orderu. Obecnie zarząd nad wszystkimi czterema orderami sprawuje „Rada Czterech Orderów”, mimo że każdy order zachowuje swoją odrębność. Wielkim mistrzem czterech orderów rycerskich jest król Hiszpanii Filip VI Burbon, emerytowanym wielkim mistrzem – Jan Karol I Burbon, były król Hiszpanii, a prezydentem „Rady Czterech Orderów” jest Karol Burbon Sycylijski, tytularny król Obojga Sycylii, książę Caserta i Kalabrii.

### Kalatrawensi na ziemiach polskich
W XIII wieku prawdopodobnie cystersi z Oliwy osadzili kilku rycerzy zakonnych w Tymawie, położonej w pobliżu granicy z Prusami. Kalatrawensi obecni byli również na terenie kasztelanii pułtuskiej. W 1233 roku opuścili Polskę.